# 藤嶋昭
藤嶋昭（日语：／ Fujishima Akira ?，1942年3月10日—），日本化学家，第9任東京理科大學校長，東京大學最初4名特別榮譽教授之一，神奈川科学技术学院最高顧問。紫綬褒章、文化勳章表彰。文化功勞者。
藤嶋教授是當代光化学的奠基者，被譽為光催化之父。他與本多健一共同发现和研究了二氧化钛的光催化性质和超亲水特性，現稱「本多-藤嶋效應」。

## 生平
1942年3月10日，藤嶋昭誕生於大日本帝國東京府（現東京都）。1966年横滨国立大学工学部畢業，1967年攻读博士学位期间与导师本多健一共同发现二氧化钛电极表面的水分子在紫外光照射下发生分解的现象（即水的光解现象），这一现象后来被称作「本多-藤嶋效應」。
1971年，藤嶋昭獲东京大学授工學博士學位，担任神奈川大學工学部讲师。1975年转至东大工学部应用化学系担任讲师。翌年前往美國德克萨斯大学奥斯汀分校进行博士后研究。1978年晋升为东京大学副教授，1986年升為教授。2003年退休成为东京大学名誉教授。2006年-2007年担任日本化学会会长。
2014年，美国物理联合会刊物《今日物理学》預測，因本多健一已故，藤嶋昭有望獨得諾貝爾化學獎。
2021年8月底，藤嶋昭率領其研究團隊加盟上海理工大学。

## 榮譽
- 1983年 朝日獎
- 1998年 Innovations in Real Materials Award
- 1999年 Award of Federation of Asian Chemical Societies
- 2000年 日本化學會獎（日语：日本化学会賞）
- 2000年 Award of Journal of AOTs Advanced Oxidation Technologies
- 2003年 The Gerischer Award. Electrochemical Society
- 2004年 日本学士院奖
- 2004年 日本国际奖
- 2006年 恩賜發明獎（日语：恩賜発明賞）
- 2010年 文化功勞者
- 2011年 Luigi Galvani Medal
- 2012年 湯森路透引文桂冠獎
- 2020年 中华人民共和国国际科学技术合作奖

### 日本勋章奖章
- 紫绶褒章（2003年公布）
- 文化勋章（2017年11月3日公布[4]）

## 外部連結
- （日語）神奈川科学技術アカデミー